# گارفیلد (کانزاس)
گارفیلد (به انگلیسی: Garfield) شهری در ایالت کانزاس کشور ایالات متحده آمریکا است که جمعیت آن در سرشماری سال ۲۰۱۰ میلادی، ۱۹۰ نفر بوده‌است.